# Christina Kitsos

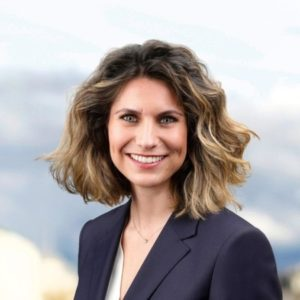
Christina Kitsos (2019)

Christina Kitsos (* 5. Februar 1981 in La Chaux-de-Fonds) ist eine Schweizer Politikerin (SP). Seit dem 1. Juni 2020 ist sie Mitglied des Stadtrates von Genf. Von dem 1. Juni 2024 bis zum 1. Juni 2025 war sie Stadtpräsidentin von Genf.

## Leben
Christina Kitsos Eltern kamen im Jahr 1972 zur Zeit der Militärdiktatur in Griechenland in die Schweiz und nahmen 1986 zusammen mit ihren Kindern das Schweizer Bürgerrecht an. Kitsos liess sich während der Schulzeit zur Schauspielerin und Sportlerin ausbilden. Sie spielte am Théâtre populaire romand und am Théâtre du Pommier in Neuenburg. Anschließend studierte sie an der Universität Neuenburg französische Sprache, Philosophie, Kommunikationswissenschaft und Journalismus, an der Universität Paris IV (Paris-Sorbonne) moderne Sprachen und absolvierte den Master of Business Administration an der Universität Genf. Sie unterrichtete Französisch und Philosophie in Neuenburg und gründete 2006 ein eigenes Kommunikationsbüro. Ab 2009 war sie Kommunikationsbeauftragte des Erziehungsdepartements des Kantons Genf.
Ihre politische Tätigkeit begann 1994 im Jugendparlament der Stadt La Chaux-de-Fonds und fand eine Fortsetzung, als sie Assistentin des neuenburgischen National- und Regierungsrats Didier Berberat wurde. Seit 2004 ist Kitsos Mitglied der SP. 2005 wurde sie in den Grossen Rat des Kantons Neuenburg gewählt, 2015 in den Munizipalrat der Stadt Genf und am 5. April 2020 im zweiten Wahlgang in den Conseil administratif, den Stadtrat von Genf. In der Amtszeit 2023/24 war sie stellvertretende Stadtpräsidentin von Genf. Vom 1. Juni 2024 bis dem 31. Mai 2025 amtierte sie als Stadtpräsidentin.